# Municipio de Dillard
El municipio de Dillard (en inglés: Dillard Township) es un municipio ubicado en el condado de Howard en el estado estadounidense de Arkansas. En el año 2010 tenía una población de 212 habitantes y una densidad poblacional de 6,29 personas por km².

## Geografía
El municipio de Dillard se encuentra ubicado en las coordenadas 33°54′23″N 93°56′43″O / 33.90639, -93.94528. Según la Oficina del Censo de los Estados Unidos, el municipio tiene una superficie total de 33.71 km², de la cual 33,65 km² corresponden a tierra firme y (0,15 %) 0,05 km² es agua.

## Demografía
Según el censo de 2010, había 212 personas residiendo en el municipio de Dillard. La densidad de población era de 6,29 hab./km². De los 212 habitantes, el municipio de Dillard estaba compuesto por el 91,98 % blancos, el 7,08 % eran afroamericanos, el 0,47 % eran amerindios y el 0,47 % eran de una mezcla de razas. Del total de la población el 1,89 % eran hispanos o latinos de cualquier raza.